# 馬他

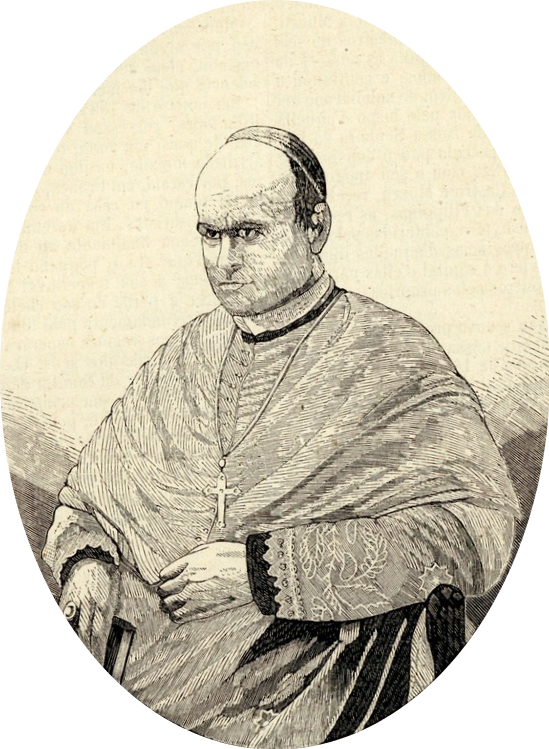
馬他主教

馬他主教(D. Jerónimo José da Mata, CM)是葡萄牙人，為第12任天主教澳門教區主教。
1825年到澳門就讀於聖若瑟修院，晉鐸後，留澳工作。
1845年擢昇為天主教澳門教區主教。任內重建大堂，建西洋墳場，聘請聖雲仙保祿會修女到澳門工作，管理聖羅撒孤女院，創立望德堂華人傳教區。1859年返回葡萄牙退隱，死於1865年。